# 飛行禁止空域 (イラク)

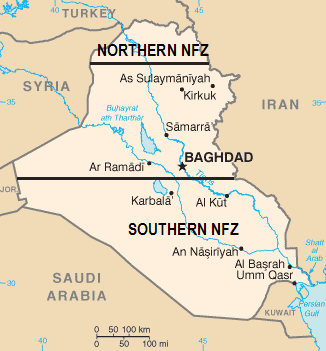
イラク飛行禁止空域の範囲

イラク飛行禁止空域（イラクひこうきんしくういき）は、湾岸戦争終結後の1991年、イラク軍の武装解除のため、北緯33度以南と北緯36度以北を、飛行禁止にしたものである。

## 概要
- 1991年4月5日に、少数民族クルド人の保護を求める国連安保理決議688が出され、それを根拠として、アメリカ合衆国はイラクの北緯36度線以北をイラク軍機の飛行禁止にすると宣言。だが決議688には飛行禁止空域の規定は含まれておらず、イラクは主権侵害だとして反発した。
- 1992年8月、アメリカはロシアの承認のもとフランス、イギリスと協調して、北緯32度以南についても同じ措置をとると宣言した。これはサザン・ウォッチ作戦と名づけられた。
- 1992年8月27日に作戦は発効した。根拠をおなじく、政府に弾圧されてきた人々の保護を求める決議688に求めているが、こちらは南部に多数集まるシーア派ムスリム保護を理由としている。違反した場合は民間機を含めて撃墜すると警告した。
- 1992年末、主権侵害を訴えたイラクは、空軍基地から戦闘機での空域内の飛行や、地対空ミサイル配備などを行なった。
- 1993年1月に米英仏軍が制裁として空爆した。
- 1996年9月、さらにアメリカは南部の飛行禁止空域を北に1度拡大して北緯33度以南とすることを発表した。
- 2003年3月からのイラク戦争とその後の占領によって飛行禁止空域は解消された。